# Jean II de Cappadoce
Pour les articles homonymes, voir Jean II.
Jean II de Cappadoce fut patriarche de Constantinople du 17 avril 518 au 19 janvier 520.

## Biographie
Proche collaborateur (syncelle) du patriarche monophysite Timothée Ier, il est intronisé comme son successeur du vivant de l'empereur Anastase Ier, qui meurt le 9 juillet suivant. Il accepte aussitôt de collaborer à la politique religieuse du nouvel empereur Justin Ier : rupture avec les monophysites, abrogation de l'Hénotique et réconciliation avec la papauté. Dès le 20 juillet, il réunit un synode de quarante évêques, qui réinscrit le concile de Chalcédoine, le pape Léon Ier et le pape régnant Hormisdas sur les diptyques et anathématise Sévère d'Antioche. Des envoyés du pape exigent aussi, avant l'ouverture de négociations sur la réunification des Églises, que le patriarche Acace, responsable de la promulgation de l'Hénotique, soit explicitement anathématisé. La délégation officielle du pape Hormisdas arrive à Constantinople le 25 mars 519 ; Jean II accepte le 28 mars de reprendre à son compte et de signer, avec une petite préface, une lettre écrite par le pape, et le 31 mars, jour de Pâques, la réunification des Églises « de l'ancienne et de la nouvelle Rome » est célébrée en grande pompe à Sainte-Sophie. Jean II a dû finalement effacer des diptyques tous les patriarches depuis Acace et deux empereurs (Zénon et Anastase).
Dans une lettre de clercs d'Antioche qui lui est adressée, on trouve pour la première fois le titre de « patriarche œcuménique ».

## Œuvres conservées
- Clavis Patrum Græcorum 6828-6835.

## Liens
- Notices dans des dictionnaires ou encyclopédies généralistes :   - Britannica
  - Deutsche Biographie
- Notices d'autorité :   - VIAF
  - GND